# Asami Kitagawa
Asami Kitagawa –en japonés, 北川麻美, Kitagawa Asami– (Saitama, 3 de octubre de 1987) es una deportista japonesa que compitió en natación.
Ganó dos medallas de plata en el Campeonato Pan-Pacífico de Natación de 2006, en las pruebas de 200 m braza y 4 × 100 m estilos.
Participó en los Juegos Olímpicos de Pekín 2008, ocupando el sexto lugar en las pruebas de 200 m estilos y 4 × 100 m estilos.

## Palmarés internacional
| Campeonato Pan-Pacífico | Campeonato Pan-Pacífico | Campeonato Pan-Pacífico | Campeonato Pan-Pacífico |
| Año                     | Lugar                   | Medalla                 | Prueba                  |
| ----------------------- | ----------------------- | ----------------------- | ----------------------- |
| 2006                    | Victoria (Canadá)       | Medalla de plata        | 200 m braza             |
| 2006                    | Victoria (Canadá)       | Medalla de plata        | 4 × 100 m estilos       |